# Acanthocalyx
Genre
Acanthocalyx est un genre de plantes à fleurs de la famille des Caprifoliacées. Il compte environ trois espèces, parfois incluses dans les Morinaceae, originaires de la région sino - himalayenne.

## Liste d'espèces
- - Acanthocalyx alba (Hand.-Mazz.) MJCannon
  - Acanthocalyx delavayi (Franchet) MJCannon
  - Acanthocalyx nepalensis (D.Don) MJCannon